# تردد فوق دائري
في علم الفيزياء الفلكية، وتحديداً دراسة القرص المزوِّد، التردد فوق الدائري هو التردد الذي تتذبذب عنده حُزمة السائل المشرد نصف قطريًّا، ويُدعى أحياناً باسم “مميِّز ريليه”. فإذا كان القرص ذا تدوير تفاضلي {\displaystyle \Omega }، سيُعطى التردد فوق الدائري {\displaystyle \kappa } على الشكل التالي:
{\displaystyle \kappa ^{2}\equiv {\frac {2\Omega }{R}}{\frac {d}{dR}}(R^{2}\Omega )}، حيث R هو الإحداثي النصف قطري.
تُستخدم الكمية المحسوبة لاختبار “حدود” القرص المزود: فعندما تكون k² سالبة، سيكون اضطراب مدار حزمة السائل غير مستقر، وسيُظهر القرص “حافة” في هذه الحالة. فعلى سبيل المثال: حول ثقب شفارتزفيلد أسود، يظهر المدار الدائري الأعمق ثباتاً عند 3x أفق الحدث {\displaystyle \kappa ^{2}}. وللقرص الكبلري، تكون k={\displaystyle 6GM/c^{2}}
{\displaystyle 6GM/c^{2}}.في علم الفيزياء الفلكية، وتحديداً دراسة القرص المزوِّد، التردد فوق الدائري هو التردد الذي تتذبذب عنده حُزمة السائل المشرد إشعاعياً، ويُدعى أحياناً باسم “ممايز ريليه”. فإذا كان القرص ذا تدوير تفاضلي {\displaystyle \Omega }، سيُعطى التردد فوق الدائري {\displaystyle \kappa } على الشكل التالي:
{\displaystyle \kappa ^{2}\equiv {\frac {2\Omega }{R}}{\frac {d}{dR}}(R^{2}\Omega )}، حيث R هي الإحداثي الشعاعي.
تُستخدم الكمية المحسوبة لاختبار “حدود” القرص المزود: فعندما تكون k² سالبة، سيكون اضطراب مدار حزمة السائل غير مستقر، وسيُظهر القرص “حافة” في هذه الحالة. فعلى سبيل المثال: حول ثقب شفارتزفيلد أسود، يظهر المدار الدائري الداخلي المستقر  عند 3x أفق الحدث، عند {\displaystyle 6GM/c^{2}}.
بالنسبة للقرص الكبلري، {\displaystyle \kappa =\Omega }.